# ماركوس راينر
ماركوس راينر (بالعبرية: מרכוס ריינר‏) هو مهندس إسرائيلي، ولد في 5 يناير 1886 في تشيرنوفتسي في أوكرانيا، وتوفي في 25 أبريل 1976.